# Den glädjelösa gatan

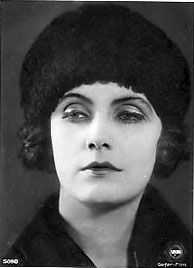
Greta Garbo i Den glädjelösa gatan.

Den glädjelösa gatan (tyska: Die freudlose Gasse) är en tysk stumfilm från 1925 i regi av Georg Wilhelm Pabst, med Asta Nielsen och Greta Garbo i huvudrollerna. Filmen bygger på en roman av Hugo Bettauer.
Efter premiären censurerades filmen på flera håll. I USA, där Garbo var en större stjärna än Nielsen, klipptes stora delar av Nielsens roll bort. År 1999 gjordes en restaurering av filmen av Filmmuseum i München. Denna har getts ut på DVD av österrikiska Filmarchiv.[källa behövs]

## Handling
Filmen utspelar sig i ett fattigkvarter i Wien mitt under den österrikiska hyperinflationen i början av 1920-talet. Huvudpersonerna är två unga kvinnor som försöker ta sig ur fattigdomen.

## Rollista i urval
- Asta Nielsen – Maria Lechner
- Greta Garbo – Greta Rumfort
- Agnes Esterházy – Regina Rosenow
- Werner Krauss – slaktaren på Melchiorstrasse
- Henry Stuart – Egon Stirner
- Einar Hanson – löjtnant Davis
- Gregori Chmara – Kellner
- Karl Etlinger – generaldirektör Max Rosenow
- Ilka Grüning – fru Rosenow
- Jaro Fürth – Hofrat Rumfort